# Kilima
Kilima es un género de arañas araneomorfas de la familia Araneidae. Se encuentra en la Ecozona afrotropical.

## Lista de especies
Según The World Spider Catalog 12.0:
- Kilima conspersa Grasshoff, 1970
- Kilima decens (Blackwall, 1866)
- Kilima griseovariegata (Tullgren, 1910)